# Petrobrusiani
I petrobrusiani furono gli appartenenti ad un movimento ereticale medievale, che si sviluppò nel XII secolo, grazie all'opera dell'ex-sacerdote Pierre de Bruys (spesso tradotto in italiano come Pietro di Bruys).
Egli sosteneva che chiunque potesse avere un contatto diretto con Dio, indipendentemente dal fatto che si trovasse in un luogo sacro o meno, e difatti Pietro aborriva gli edifici sacri, il sacerdozio, le orazioni funebri e la liturgia. Egli era inoltre noto per il suo disprezzo per la croce (a suo parere simbolo della tortura inferta a Cristo), per il fatto che predicasse il battesimo agli adulti come unico sacramento e la salvezza per sola fede.
I testi sacri su cui si basava erano i soli Vangeli: Pietro rifiutò l'Antico Testamento e tutti gli altri testi del Nuovo.
I seguaci di Pietro propugnarono queste idee con la violenza e vollero sfidare apertamente la Chiesa cattolica: il Venerdì Santo diedero fuoco alle croci, cucinando sui falò carne (alimento non consentito ai cattolici in questo giorno) e dividendola fra i presenti.
Ma nel terzo decennio del XII secolo, in un giorno appunto di Venerdì Santo, gli abitanti di Saint-Gilles, dopo le crescenti provocazioni del movimento, catturarono Pietro e lo misero al rogo.
Le notizie sulla vita di Pietro e sul petrobrusianesimo, a dire il vero, sono riportate però da una fonte non neutrale: lo scritto Contra Petrobrusianos Hereticos, stilato dall'abate Pietro di Cluny, detto "il Venerabile", feroce oppositore delle teorie di Pietro di Bruys. Ciò lascia adito a dubbi sull'effettiva portata delle violenze portate avanti dai petrobrusiani.